# David Alexander Johnston
David Alexander Johnston (Chicago, 18 dicembre 1949 – Monte Saint Helens, 18 maggio 1980) è stato un vulcanologo statunitense, presumibilmente morto nell'eruzione del monte Sant'Elena, all'età di 30 anni.

## Biografia
Nato in Illinois nella città di Oak Lawn, Johnston intraprese gli studi di geologia nella locale Università di Oak Lawn, per poi completarli all'Università del Washington. Seguì come completamento uno studio del monte Augustin in Alaska, che lo proiettò a pieno nella professione di vulcanologo specializzato nei materiali volatili eruttati dai vulcani.
Quando si recò a esaminare il monte Saint Helens, Johnston fu il primo a comprendere la reale pericolosità del vulcano che secondo lui avrebbe dato origine ad un'eruzione esplosiva con ricaduta laterale degli elementi, rispetto a chi sosteneva un'eruzione di diverso tipo. Quando infatti tale eruzione avvenne il 18 maggio 1980, egli si trovava alle pendici del monte St. Helens a fare rilevamenti e venne investito dal crollo laterale della montagna dopo aver trasmesso il messaggio «Vancouver, Vancouver, ci siamo!».
I suoi resti non furono mai trovati, ma venne rinvenuta parte della sua attrezzatura. In suo onore un sito dove ora si trova un osservatorio e un monumento chiamato inizialmente "Coldwater Ridge", è stato rinominato "Johnston Observatory Ridge".

## Citazioni
Il suo personaggio, sia pure con variazioni romanzate dovute alla sceneggiatura (nel film si chiama David Jackson), è presente nel film "Mount St. Helens - Uragano di Fuoco" del 1981. A lui è anche ispirata la figura di Harry Dalton, vulcanologo nel film Dante's Peak - La furia della montagna, interpretato da Pierce Brosnan, un personaggio adattato alle esigenze del film e con un destino diverso dal modello a cui è ispirato.